# Moisés Serra Bartolomé
Moisés Serra Bartolomé (1878-1936) fue un militar español, conocido por su papel comienzo de la guerra civil española.

## Biografía
Miembro del arma de infantería, llegó a participar en la Guerra de Marruecos.
En julio de 1936 osentaba el rango de coronel y se encontraba al frente del Regimiento de Infantería «Covadonga» n.º 4, con base en el Cuartel de la Montaña de Madrid. Serra formaba parte de la conspiración militar que desembocó en la Guerra Civil. La noche del 18 de julio, cuando el ministro de la guerra ordenó a Serra la entrega de 45.000 cerrojos de fusil al teniente coronel Gil Ruiz, este desobedeció la orden. A partir de aquella acción dio comienzo a la sublevación militar en Madrid. A la mañana siguiente se unieron a los sublevados varios centenares de militares y falangistas. También llegó el general Joaquín Fanjul, que se hizo cargo del acuartelamiento. En poco tiempo, este quedó cercado por guardias de Asalto y milicianos. La aviación y la artillería republicanas atacaron el cuartel, resultando herido el propio Serra. El coronel Moisés Serra murió durante el asalto final de las fuerzas republicanas al cuartel.